# Institutioneller Verrat
Dieser Artikel wurde auf der Qualitätssicherungsseite des Wikiprojekts Psychologie eingetragen. Dies geschieht, um die Qualität der Artikel aus dem Themengebiet Psychologie zu verbessern. Dabei werden Artikel verbessert oder auch zur Löschung vorgeschlagen, wenn sie nicht den Kriterien der Wikipedia entsprechen. Hilf mit bei der Verbesserung und beteilige dich an der Diskussion im Projekt Psychologie.
Institutioneller Verrat (englisch institutional betrayal) bezeichnet Fehlverhalten einer Institution gegenüber Menschen, die sich auf diese Institution verlassen haben. In der Regel geht es dabei um Opfer von Missbrauch wie z. B. sexuellem Missbrauch, die durch Institutionen nicht die erwartete Unterstützung erhalten, abgestraft oder dem institutionellen Schutz der Täter ausgeliefert wurden.
Es kann zwischen zwei Arten von institutionellem Verrat unterschieden werden: isolierter und systemischer institutioneller Verrat. Wenn beispielsweise ein einzelner Arzt mehrere Assistentinnen sexuell missbraucht und die Institution (das Krankenhaus) den Opfern nicht glaubt, handelt es sich um isolierten institutionellen Verrat. Systemischer institutioneller Verrat bezeichnet demgegenüber systematische Versäumnisse einer Institution, beispielsweise wenn diese ungeeignete oder keine Prozesse dafür hat, um auf Anschuldigungen sexuellen Missbrauchs zu reagieren.
Institutioneller Verrat hat Auswirkungen auf das Missbrauchsopfer. So kann er die Auswirkungen der eigentlichen Tat verschlimmern, etwa durch posttraumatische Belastungsstörung, Depressionen und Angstzustände, oder das Vertrauen in institutionelle Hilfe schmälern. Institutioneller Verrat ist Teil der Verrat-Trauma-Theorie (englisch Betrayal Trauma Theory).
Mit ähnlichen Phänomenen befasste sich der Psychoanalytiker Stavros Mentzos in seinem 1976 in Erstausgabe und 1994 in dritter Auflage erschienenen Buch Interpersonale und institutionalisierte Abwehr.